# Paraszkew Chadżiew
Paraszkew Todorow Chadżiew, Hadżijew, bułg. Парашкев Тодоров Хаджиев (ur. 14 kwietnia 1912 w Sofii, zm. 28 kwietnia 1992 tamże) – bułgarski kompozytor.

## Życiorys
Był synem dyrygenta Todora Chadżiewa i śpiewaczki operowej Dojczyny Kołarowej. Studiował w konserwatorium w Sofii, gdzie jego nauczycielami byli Andrej Stojanow (fortepian) i Panczo Władigerow (kompozycja). W latach 1938–1940 studiował w Wiedniu u Josepha Marxa i w Berlinie u Heinza Tiessena. Po powrocie do Bułgarii uczył od 1940 roku teorii i kompozycji w konserwatorium w Sofii. Do grona jego uczniów należeli m.in. Aleksandyr Rajczew, Konstantin Iliew, Iwan Marinow, Penczo Stojanow i Aleksandyr Władigerow.
Należał do czołowych bułgarskich kompozytorów operowych, w swoich utworach łączył tematykę baśniową z elementami komediowymi.

## Wybrane kompozycje
(na podstawie materiałów źródłowych)

### Utwory orkiestrowe
- Etiudy (1940)
- Concertino na skrzypce i orkiestrę (1941)
- Concertino na flet i orkiestrę (1945)
- Capriccio (1951)
- Mała suita taneczna (1952)
- Rondino (1969)

### Utwory kameralne
- 2 kwartety smyczkowe (I 1948, II 1953)
- 3 utwory na kwintet dęty (1942)
- 2 sonaty na skrzypce i fortepian (I 1940, II 1946)

### Opery
- Imało edno wreme (wyst. Sofia 1957)
- Lud gidija (wyst. Sofia 1959)
- Albena (wyst. Warna 1962)
- Jułska nost (wyst. Warna 1964)
- Pet miliona i nesto ot gore (wyst. Sofia 1965)
- Majstori (wyst. Sofia 1966)
- Ricarjat (wyst. Płowdiw 1968)
- opera dziecięca Złatnata jabyłka (wyst. Sofia 1972)
- Leto 893 (wyst. Ruse 1973)
- Car Midas ima kozi uzi (wyst. Sofia 1976)
- Marija Desislawa (wyst. Sofia 1978)

### Operetki
- Delana (wyst. Sofia 1952)
- Ajka (wyst. Sofia 1955)
- Madam San-Zen (wyst. Sofia 1958)
- Służbogonci (wyst. Sofia 1972)
- Cirano de Berzerak (wyst. Sofia 1974)

### Balet
- Srebyrnite pantofki (wyst. Warna 1961)